# Valor da terra
A partir da promulgação da Lei 601, em 18 de setembro de 1850, conhecida como Lei de Terras, a posse de terras deixou de ser efetivada por concessão, por sesmaria ou por outros títulos que não o da compra efetiva desta. Essa lei buscou regulamentar a monetarização das terras no país.
A sesmaria era um instrumento jurídico instituído por Portugal, na legislação de 1375, que regularizava a distribuição de terras que seriam destinadas à produção, que em tal época era, em geral, a produção açucareira. Quando o titular das terras não estava realizando a produção em contento, podia ter seu direito de posse da terra cassado.
A terra, então, deve ser vista como um bem de produção, que deve ter como resultado o máximo de produção possível. Sendo assim, a terra terá seu valor definido de acordo com a produção que ela será capaz de gerar. Esse valor pode variar de acordo com a região onde se encontra, considerando variações de clima, qualidade do solo, entre outros fatores. Alguns outros fatores influenciam na determinação do valor da terra como sua localização dentro do território, a facilidade ou não de acesso e o investimento necessário para a produção. Os recursos naturais presentes no território como áreas verdes e recursos hídricos também influenciam diretamente no valor final da terra, pela crescente preocupação com a preservação ambiental global.
Para se formular o real valor da terra, este deve ser realizado por profissional especializado com conhecimento técnico na área. O valor de cálculo é projetado para uma produção mínima de cinco anos para a agricultura e 10 anos para a produção pecuária.

   
Atualmente, o espaço urbano, seus territórios e edificações, são encarados como mercadorias, com preços de mercado estabelecidos de acordo com o valor agregado nestes. Os fatores de influência vão desde sua localização dentro do território urbano até a infraestrutura presente no local. No que se refere a investimentos existentes, deve-se levantar a qualidade e quantidade de serviços disponíveis, pois estes ajudam a definir o valor atual do território em questão.